# Alfonso Navarrete Prida
Jesús Alfonso Navarrete Prida (Ciudad de México, 13 de octubre de 1963) es un abogado y político mexicano, miembro del Partido Revolucionario Institucional.  Se desempeñó como secretario del Trabajo y Previsión Social de 2012 a 2018 y secretario de Gobernación en 2018 durante el sexenio del presidente Enrique Peña Nieto.

## Trayectoria
Alfonso Navarrete Prida es Licenciado en Derecho por la UNAM, inició su carrera política como secretario particular de Jorge Carpizo MacGregor en sus cargos de Presidente de la Comisión Nacional de Derechos Humanos de 1991 a 1992, de procurador general de la República de 1993 a 1994 y de secretario de Gobernación en 1994; de 1995 a 1996 fue director general jurídico de la Secretaría de Salud, y en 1996 fue contralor general de la misma, de ese año a 1998 fue subprocurador de Procesos y de 1998 a 2000 subprocurador de Procesamientos Penales de la Procuraduría General de la República, siendo titular de la misma Jorge Madrazo Cuéllar. 
En 2001 fue nombrado subsecretario de Seguridad Pública del Estado de México y de 2001 a 2006 procurador general de Justicia del Estado por nombramiento de Arturo Montiel Rojas y ratificado en el cargo en 2005 por Enrique Peña Nieto, desde ese cargo y durante el inicio del gobierno de Peña Nieto llevó a cabo una investigación por enriquecimiento ilícito en contra de Arturo Montiel, que finalmente envió a reserva al no encontrar elementos para sustentar el mismo, y tras ello renunció al cargo. 
El 5 de febrero de 2008 volvió al gobierno de Peña Nieto al ser nombrado Secretario de Desarrollo Metropolitano, cargo al que renunció el 22 de enero de 2009 para ser candidato del PRI a diputado federal.
Fue elegido diputado por el XVIII Distrito Electoral Federal del Estado de México a la LXI Legislatura de 2009 a 2012, en la misma fue presidente de la comisión de Presupuesto y Cuenta Pública, e integrante de las de Régimen, Reglamentos y Prácticas Parlamentarias, y de Trabajo y Previsión Social.
El 1 de diciembre de 2012, Navarrete Prida tomó posesión como titular de la Secretaría del Trabajo en el gabinete del presidente Enrique Peña Nieto, en sustitución de Rosalinda Vélez Juárez. Desempeñó el cargo hasta el 10 de enero de 2018, fecha en que dejó la dependencia para ser nombrado como Secretario de Gobernación.
Actualmente se desempeña como Notario Público Titular de la Notaria 143 del Estado de México, con Residencia en Huixquilucan, Estado de México.